# Aleksandăr Cvetkov
Aleksandăr Aleksandrov Cvetkov (in bulgaro Александър Александров Цветков?; Pleven, 31 agosto 1990) è un calciatore bulgaro, centrocampista dello Spartak Varna.

## Palmarès

### Club

#### Competizioni nazionali
- Campionato bulgaro: 2

Liteks Loveč: 2009-2010, 2010-2011
- Coppa di Bulgaria: 1

Liteks Loveč: 2008-2009
- Supercoppa di Bulgaria: 1

Liteks Loveč: 2010